# Demänovská ledová jeskyně
Demänovská ledová jeskyně (slov. Demänovská ľadová jaskyňa) je zaledněná jeskyně v Nízkých Tatrách v Demänovské dolině, jedna z Demänovských jeskyní. První písemné záznamy pocházejí z roku 1299, je to tedy jedna z nejstarších popsaných jeskyní v Evropě.
Nachází se v bradlu Bašta nad Kamennou chatou. Z celkové délky 1900 m je zpřístupněných veřejnosti 680 m. Po objevení Demänovské jeskyně svobody zájem o Ledovou jeskyni klesl. Po rekonstrukci dřevěných schodů a elektrického osvětlení byla v roce 1952 znovu otevřená pro širokou veřejnost. Vstupní otvor leží nad Kamennou chatou ve výši 740 m n. m., asi 90 m nad současnou hladinou potoka Demänovky.
Jeskyně se skládá z prostorných chodeb a dómů, rozložených ve třech jeskynních úrovních. Do jeskyně se vstupuje úzkou puklinovou chodbou do nejnižšího poschodí ležícího o 40 m níže, kde je trvale zaledněný podlahovým ledem a robustnějšími stalagmity a stalagnáty jen Velký dóm a Kmetův dóm. Na jaře visí ze stropu i ledové stalaktity. Ostatní prostory nemají trvalejší ledové útvary a vyznačují se krápníkovými útvary, na povrchu zabarvenými do šeda až do černa od sazí smolných loučí. Zalednění jeskyně umožnil vertikální tvar vstupních částí, který brání průniku teplého vzduchu v létě. Stálost ledových útvarů v letním období závisí od stupně prochladnutí jeskynních stěn a od akumulace ledu v zimním období. Relativní vlhkost v jeskyni se pohybuje od 96 do 98 %. Led se v jeskyni začal tvořit přibližně před 400–500 lety, což je možné usuzovat z tloušťky podlahového ledu a jeho jasné vrstevnatosti v Kmetově dómu. Původní krápníková jeskyně byla dynamická s volnou cirkulací jeskynního ovzduší. Zasypáním a zanesením, tedy utěsněním níže položených otvorů se jeskyně přirozenou cestou změnila na statickou. Takto se utvořily podmínky potřebné pro zalednění.
Po neuváženém prokopání spodního otvoru při zpřístupňovacích pracích v letech 1950–51 se jeskyně opět změnila na dynamickou se silným vzdušným prouděním. Těmito zásahy byl mikroklimatický režim jeskyně narušený až do takové míry, že hrozilo úplné roztátí ledu a ledové výzdoby. Úsilí mnoha nadšenců a odborných pracovníků, jeskyňářů o zachování Demänovské ledové jeskyně bylo však úspěšné, klimatický režim jeskyně se podařilo upravit a jeskyně se zachovala jako ledová. Další zásahy, zejména při rekonstrukčních pracích v letech 1974–76 a při zpřístupňování dalších prostor jeskyně se dělaly tak, aby se nenarušil klimatický režim jeskyně. Vhodným zásahem do hydrologického režimu jeskyně se naopak vytvořily podmínky pro postupný narůst ledu v jeskyni.
Z jeskynních netopýrů v ní zimují netopýr velký (Myotis myotis), netopýr vousatý (Myotis mystacinus), netopýr dlouhouchý (Plecotus austriacus), netopýr severní (Eptesicus nilssoni), netopýr černý (Barbastella barbastella) a netopýr východní (Myotis blythi).
Zajímavostí Demänovské ledové jeskyně je na zasintrované stěně tzv. „Kniha návštěv“ s podpisy známých historických osobností (nejstarší podpis pochází z roku 1714) a nálezy kostí jeskynního medvěda (Ursus speleus).